# Polyzosteria fulgens
Polyzosteria fulgens är en kackerlacksart som beskrevs av M. Josephine Mackerras 1965. Polyzosteria fulgens ingår i släktet Polyzosteria och familjen storkackerlackor. Inga underarter finns listade i Catalogue of Life.